# Vilmos bajor herceg
Vilmos bajor herceg németül: Wilhelm in Bayern, teljes születési nevén Wilhelm von Zweibrücken-Birkenfeld zu Gelnhausen (Gelnhausen, Hessen–Kasseli Tartománygrófság, 1752. november 10. – Bamberg, Bajor Királyság, 1837. január 8.), a Wittelsbach-ház pfalz-birkenfeld-gelnhauseni ágából származó német arisztokrata, rajnai palotagróf, Gelnhausen hercege. 1799-től Herzog in Bayern (nem uralkodó) hercegi cím első viselője. 1803–1806 között a Wittelsbachok helytartója Berg Hercegségben. Apai ágon Erzsébet királyné és császárné egyik dédapja.
A Wittelsbachok pfalzi ágának adományozott bajor (nem uralkodó) hercegi címet (németül: Herzog in Bayern) meg kell különböztetni a Bajorország uralkodó hercegeinek kijáró bajor (uralkodó) hercegi (németül: Herzog von Bayern) címtől.

## Élete

### Származása
Édesapja Johann von Zweibrücken-Brkenfeld zu Gelnhausen, erdőgróf (Wildgraf) és palotagróf (Pfalzgraf) (1698–1780) volt, Gelnhausen hercege, Johann Karl von Birkenfeld-Gelnhausen hercegnek (1638–1704) és második feleségének, Marie Esther von Witzleben zu Elgersburg bárónőnek (1665–1725) ifjabbik fia, kurpfalzi táborszernagy és főhadparancsnok, Jülich Hercegség pfalzi helytartója. Édesanyja Sophie Charlotte von Salm-Dhaun grófnő (1719–1770) volt, Karl von Salm-Dhaun erdő- és palotagróf (Wild- und Rheingraf) leánya. A szülők házasságából született testvérek közül csak hárman érték meg a felnőttkort.
- Johann Karl Ludwig von Pfalz-Gelnhausen (1745–1789), német-római császári vezérőrnagy,
- Luise von Pfalz_Gelnhausen (1748–1829), aki XXX. Heinrich von Reuß-Gera herceg (1727–1802) felesége lett,
- Johanna Sophie (1751–1752), kisgyermekként meghalt,
- Vilmos (Wilhelm in Bayern) (1752–1837), aki 1780-ban Maria Anna von Pfalz-Zweibrücken-Birkenfeld palotagrófnőt (1753–1824) vette feleségül,
- Friederike (*/† 1753), születésekor meghalt,
- Sophia (1757–1760), kisgyermekként meghalt,
- Christian (1760–1761), kisgyermekként meghalt,
- Johann (1764–1765), kisgyermekként meghalt.

Szülővárosa, Gelnhausen 1349-ig szabad birodalmi város volt, ezután elzálogosítások és öröklések révén több tulajdonosa is volt. 1746-ban a Hessen–Kasseli Tartománygrófság a város utolsó területeit is megvásárolta a Rajnai Palotagrófságtól. Vilmos herceg születésekor (1752) a város e fejedelemség részét képezte. (Ma is Hessen szövetségi tartományhoz tartozik).
A herceg a bajorországi Landshutban lakott. 1778-ban a Bajor Tudományos Akadémia tiszteletbeli tagjává választották.

### Házassága, utódai
1780. január 30-án Mannheimben feleségül vette Mária Anna zweibrückeni palotagrófnőt, rajnai palotagrófnőt (Pfalzgräfin, 1753–1824), Frigyes Mihály zweibrücken–birkenfeldi palotagróf, rajnai palotagróf, császári tábornagy (1724–1767) és Mária Franciska sulzbachi palotagrófnő (1724–1794) leányát, II. Károly Ágost pfalz-zweibrückeni herceg és Miksa József herceg, a későbbi bajor választófejedelem és király nővérét. Három gyermekük született, ketten érték meg a felnőttkort.
- Egy névtelen fiú (*/† 1782)
- Mária Erzsébet (Maria Elisabeth Amalie Franziska von Pfalz-Zweibrücken zu Gelnhausen, 1799-től Maria Elisabeth in Bayern, 1784–1849), aki 1808-ban Louis-Alexandre Berthier-hez (1753–1815), Franciaország marsalljához, Wagram és Neufchâtel hercegéhez, Napóleon császár hadvezéréhez ment feleségül,
- Piusz Ágost (Pius August von Pfalz-Zweibrücken zu Gelnhausen, 1799-től Pius August in Bayern, 1786–1837), 1807-től Amália Lujza arenbergi hercegnő férje, később Erzsébet császárné és királyné apai nagyapja.

### A Wittelsbach-örökség
A 18. század második felében a Wittelsbach-ház Kurpfalzban és Bajorországban uralkodó ágai utódlási válságba jutottak. 1742-ben a gyermektelen III. Károly Fülöp pfalzi választófejedelem halálával kihalt a család Pfalzban uralkodó neuburgi ága. Utódja a Wittelsbachok Pfalz-sulzbachi ágából való Károly Tivadar lett. 1777-ben Bajorország uralkodója, III. Miksa választófejedelem is gyermektelenül hunyt el, vele kihalt a Wittelsbach-család bajor ága is. Egy 1766-ban megkötött családi örökösödési szerződés értelmében az ő trónját is Károly Tivadar örökölte, koronája alatt egyesítve a család pfalzi és bajor birtokait. Neki sem születtek azonban élő gyermekei.
Bonyolult családi tárgyalások után a család Zweibrücken-birkenfeldi ágából való Vilmos herceg, az öröklési rendben a bajor választófejedelmi trón egyik jogos várományosa, 1797-ben Ansbachban újabb családi örökösödési szerződést kötött sógorával, a Pfalz-Birkenfeld-bischweileri ágból származó Miksa Józseffel, Pfalz-Zweibrücken hercegével (Bajorország későbbi királyával). A szerződésben (Ansbacher Hausvertrag) rögzítették, hogy a Wittelsbach-ház összes birtoka csak egységben és feloszthatatlanul örökölhető.

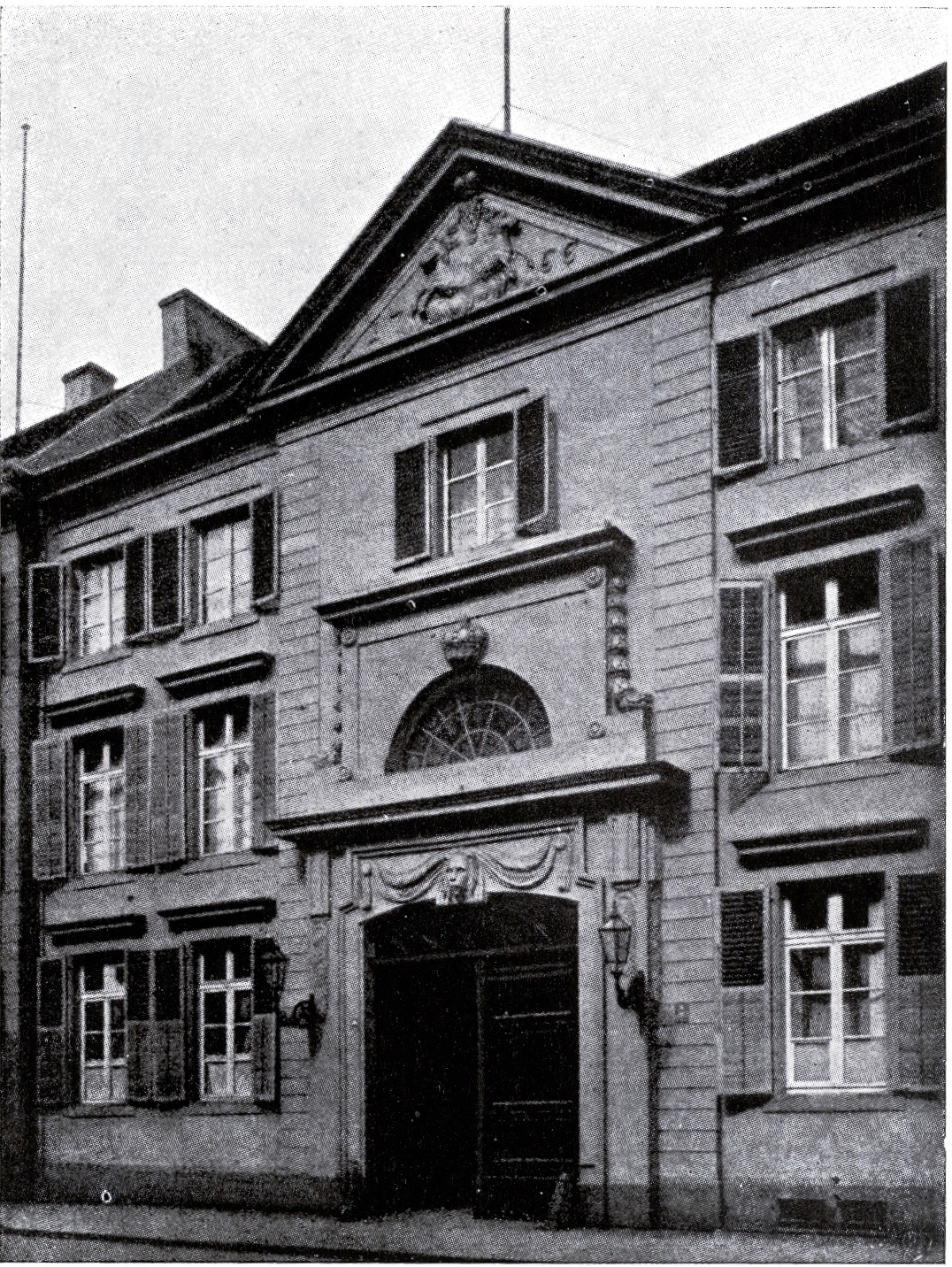
A düsseldorfi Helytartói Palota (Statthalterpalais), 1910-es fotó

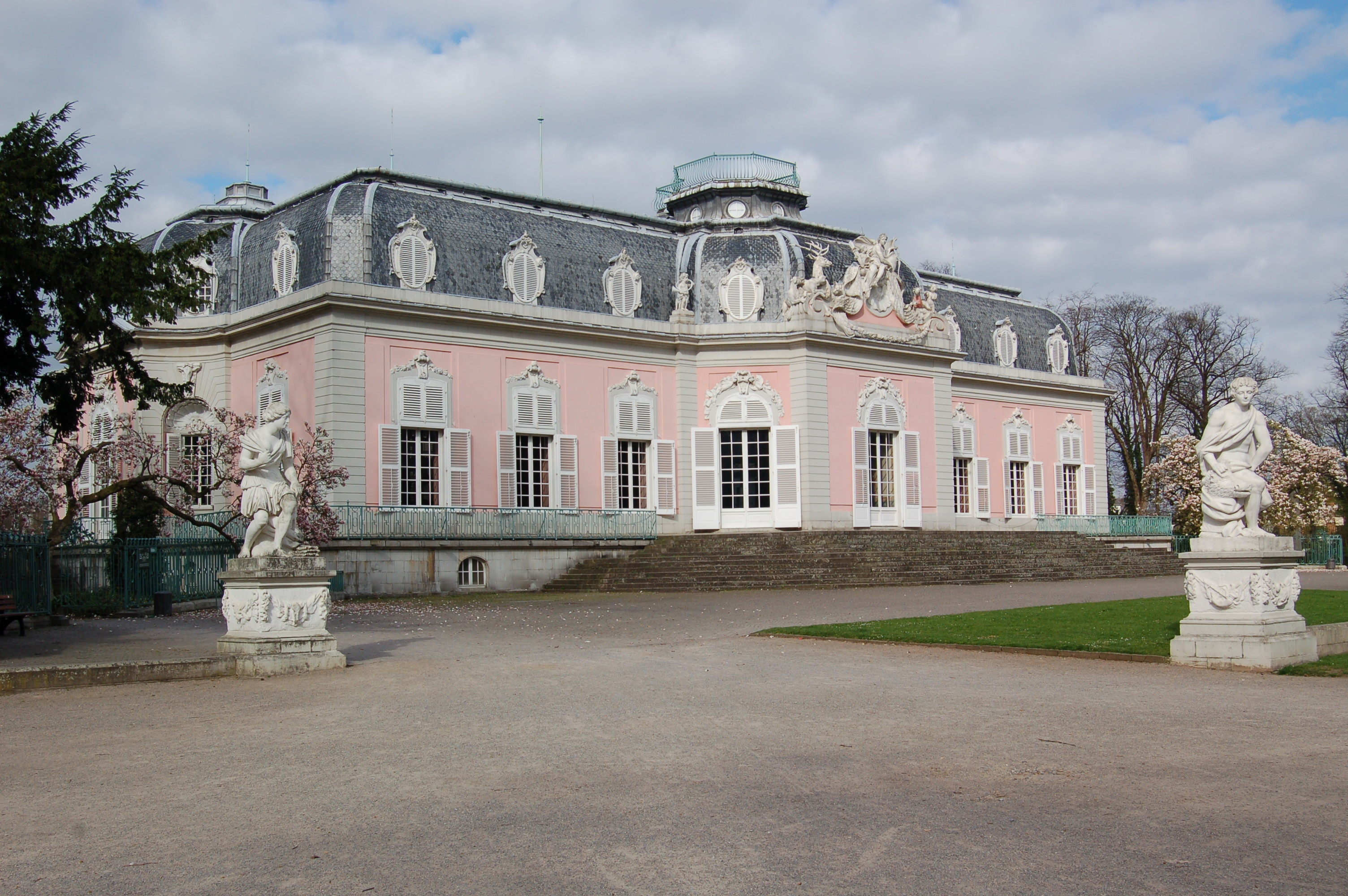
A düsseldorfi Benrath-kstély

### A választófejedelem helytartója
1799. február 16-án Károly Tivadar pfalzi és bajor választófejedelem utód hátrahagyása nélkül elhunyt, mindkét fejedelemség uralkodói méltóságát Miksa József örökölte. (A hatalomváltást aktívan segítette Károly Tivadar kicsapongó természetű felesége és özvegye, Habsburg–Estei Mária Leopoldina főhercegnő is). Ugyanezen a napon Vilmos palotagróf – a bajor fejedelmi trónról való lemondásért cserébe – a Herzog in Bayern elnevezésű örökletes hercegi méltóságot kapta a trónra lépő IV. Miksa József választófejedelemtől. 1803-ban a hercegi javadalmazásokat szabályozó megállapodásban (Apanagialrezeß) Vilmos herceg – mint az uralkodó választófejedelem sógora – birtokadományként (apanázsként) megkapta Berg hercegség jövedelmeit és vele e hercegség helytartói tisztségét is.
Berg hercegséget 1795-ben, az első koalíciós háború során, francia forradalmi csapatok ostrommal elfoglalták. 1801-ben, a lunéville-i békeszerződés értelmében adták vissza a Pfalzi és Bajor Választófejedelemségnek. Vilmos herceg 1803. december 17-től kezdve kormányozta a hercegséget a választófejedelem nevében. A düsseldorfi hercegi kastély az 1795–95-ös ostrom során elpusztult, így Vilmos herceg eleinte fogadókban lakott. Később a Mühlenstrassén álló helytartói palotában, és a város déli részén álló Benrath-kastélyban rezideált.
1806. január 13-án Miksa József választófejedelmet Napóleon francia császár megbízottainak jelenlétében Bajorország királyává koronázták. március 15-én Miksa király átengedte Napóleonnak a Berg hercegséget, cserébe megkapta Ansbach őrgrófságot. Március 20-án visszarendelte helytartóját, Vilmos herceget.

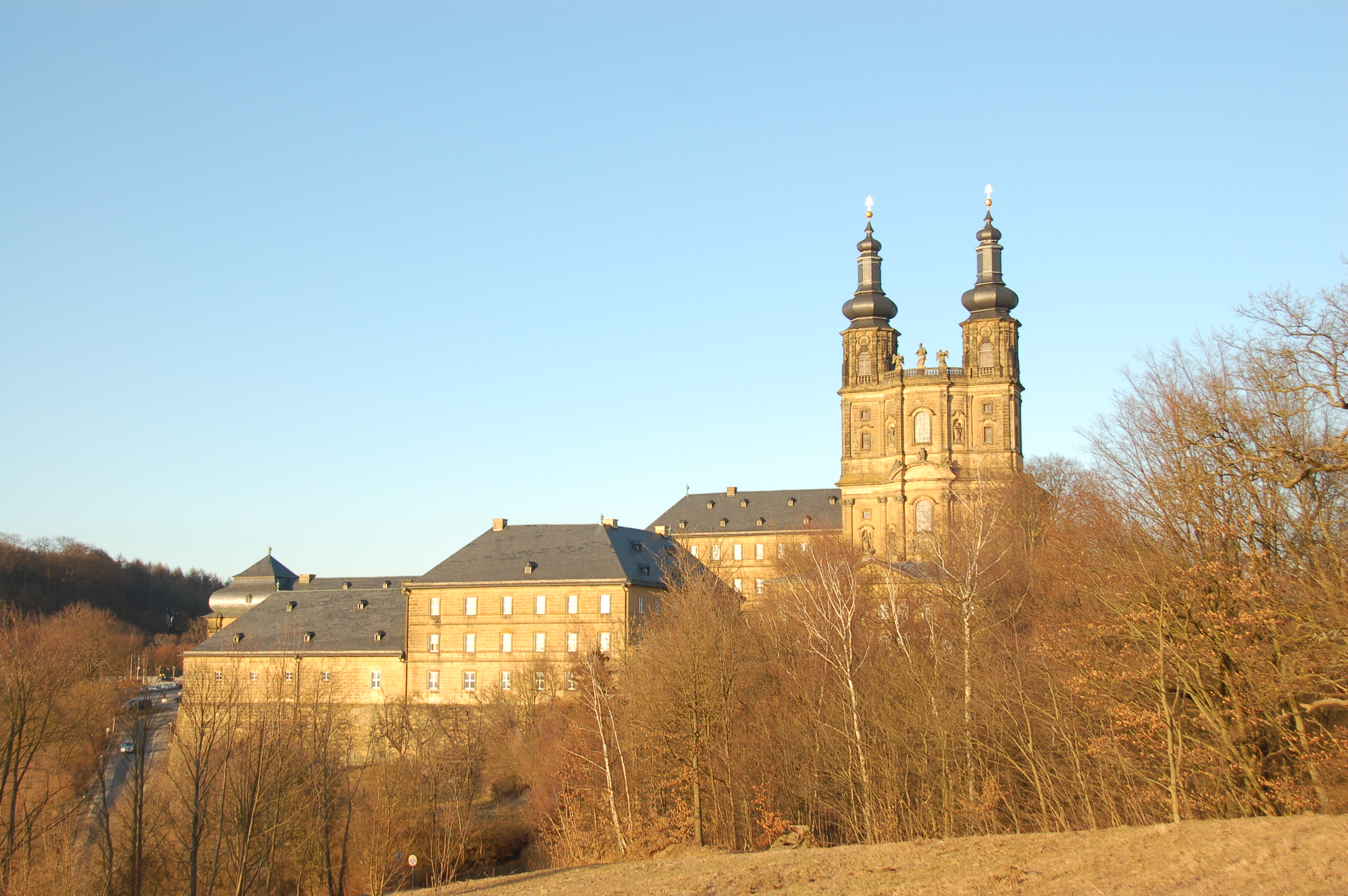
A banzi kolostor

Bajorország szekularizációja után, 1813-tól Vilmos herceg megszerezte Staffelsteinben a banzi kolostort, amelyet kastéllyá alakított (Schloss Banz). Magát az épületet később átadta az egyháznak, de a kolostor egykori erdőbirtokai a hercegi ház tulajdonában maradtak. Ezen erdőbirtokok tulajdonjoga a 21. századra (házasságok révén) az uralkodó Liechtenstein nagyhercegi házra szállt.
Vilmos herceg ezután Landshutban élt haláláig, 1837-ig. A (nem uralkodó) bajor hercegek (Herzöge in Bayern) családi temetkezőhelyén, a Tegern-tó közelében temették el. Életében tett rendelkezésének megfelelően szívurnáját a banzi kolostorba vitték, és az ottani Szent Dénes és Szent Péter-templomban (Sankt Dionysius und Sankt Petrus) helyezték el.